# تاباري فازكيز
تاباري فازكيز (بالإسبانية: Tabaré Ramón Vázquez Rosas) (17 يناير 1940 - 6 ديسمبر 2020)، سياسي أورغواني، تولى منصب رئاسة جمهورية أوروغواي في آذار (مارس) 2015. كما أنه شغل هذا المنصب سابقاً في الفترة من 2005 - 2010. يشار إلى أن تاباري فازكوز طبيب أورام، وهو عضو في الائتلاف اليساري في جبهة آمبليو.

## روابط خارجية
- تاباري فازكيز على موقع الموسوعة البريطانية (الإنجليزية)
- تاباري فازكيز على موقع مونزينجر (الألمانية)
- تاباري فازكيز على موقع إن إن دي بي (الإنجليزية)

قالب:رؤساء الأوروغواي